# 81-ша піхотна дивізія (Третій Рейх)
81-ша піхотна дивізія (Третій Рейх) (нім. 81. Infanterie-Division) — піхотна дивізія Вермахту за часів Другої світової війни.

## Історія
81-ша піхотна дивізія створена 1 грудня 1939 року в Бреслау у VIII-му військовому окрузі (нім. Wehrkreis VIII) під час 6-ї хвилі мобілізації Вермахту.

## Райони бойових дій
- Німеччина (грудень 1939 — травень 1940);
- Франція (травень — липень 1940);
- Німеччина (липень 1940 — грудень 1941);
- СРСР (північний напрямок) (грудень 1941 — жовтень 1944);
- Курляндський мішок (жовтень 1944 — травень 1945).

## Командування

### Командири
- генерал-лейтенант Фрідріх-Вільгельм фон Лепер (нім. Friedrich-Wilhelm von Loeper) (1 грудня 1939 — 5 жовтня 1940);
- генерал-майор Гуго Рібштайн (нім. Hugo Ribstein) (5 жовтня 1940 — 8 грудня 1941);
- генерал-лейтенант Еріх Шоппер (нім. Erich Schopper) (8 грудня 1941 — 1 березня 1943);
- генерал-лейтенант Готтфрід Вебер (нім. Gottfried Weber) (1 — 13 березня 1943), ТВО;
- генерал-лейтенант Еріх Шоппер (13 березня — 1 червня 1943);
- генерал-лейтенант Готтфрід Вебер (1 — 30 червня 1943), ТВО;
- генерал-лейтенант Еріх Шоппер (30 червня 1943 — 5 квітня 1944);
- генерал-лейтенант Фолльрат Люббе (нім. Vollrath Lübbe) (5 квітня — 1 липня 1944);
- генерал-майор резерву, доктор Ернст Майнерс (нім. Ernst Meiners) (1 — 5 липня 1944);
- генерал-лейтенант Франц Еккард фон Бентівіньї (нім. Franz Eccard von Bentivegni) (10 липня 1944 — 8 травня 1945).

## Нагороджені дивізії
Нагороджені дивізії
|  | Кавалери Золотого Німецького Хреста                                                                        | 46                                           |
|  | Кавалери Срібного Німецького Хреста                                                                        | 2                                            |
|  | Кавалери Лицарського хреста Залізного хреста з Дубовим листям                                              | 1 (№ 405 гауптман Вальтер Мікс — 22.02.1944) |
|  | Кавалери Лицарського хреста Залізного хреста                                                               | 23, у тому числі 1 непідтверджене            |
|  | Кавалери Почесної відзнаки Сухопутних військ «Почесна застібка на орденську стрічку для Сухопутних військ» | 28                                           |

- Нагороджені Сертифікатом Пошани Головнокомандувача Сухопутних військ (2)